# Fabrice Noël
Pour les articles homonymes, voir Noël (homonymie).
Fabrice Noël est un footballeur international haïtien né le 21 juillet 1985 à Gressier.  Il évolue au poste de buteur avec les Scorpions de San Antonio en NASL.

## Carrière en club
Fabrice a grandi dans le village de Gressier, à 27 kilomètres à l'ouest de Port-au-Prince. Il a commencé à jouer au football à un jeune âge. Il joua à 12 ans pour l'équipe nationale de moins de 15 ans, et à 16 ans, il était un des joueurs vedettes du Racing Club Haïtien, un des plus prestigieux clubs du pays. Il réalise un essai de quinze jours au Mans UC.
Cependant, son succès le mena à la tragedie. En novembre 2002, alors que Noël était en Caroline du Sud prenant part à un tournoi international, il reçoit un appel téléphonique de sa mère, lui disant que ses deux frères ainés, Luckner et Kenson, ont été tués. Leurs meurtriers étaient des partisans d'un club que Fabrice avait refusé de joindre. Fabrice demanda alors l'asile politique aux États-Unis et ses parents et son jeune frère ont été forcés de se cacher.
À la suite de ces événements, il partit vivre chez un de ses anciens entraîneurs à Palm Beach, en Floride et s'inscrit au Palm Beach Lakes High School. Il rejoint leur équipe de football et est rapidement devenu une vedette, marquant 58 buts lors de sa saison senior.
Il reçut beaucoup d'offres de collèges américains mais il désirait obtenir un contrat professionnel afin d'amasser de l'argent pour amener sa famille aux États-Unis. Alors qu'il jouait à un tournoi local en février 2005, il capta l'attention de l'entraîneur de l'époque des Colorado Rapids, Fernando Clavijo. Celui-ci lui offre un contrat après qu'il a été diplômé de son école secondaire. Le 24 juin 2005, Fabrice est officiellement membre des Rapids. Il fait ses débuts moins d'un mois plus tard, le 20 juillet, contre les San Jose Earthquakes, et marque son premier but au dernier match de la saison contre le Real Salt Lake.
Avec l'aide de l'organisation des Colorado Rapids, Fabrice a créé une fondation, connue sous le nom de Fabrice Noël Fund, et qui amasse de l'argent pour que ses parents et son frère puissent immigrer aux États-Unis.
Durant la pré-season 2007 de la MLS, les Colorado Rapids libèrent Fabrice, et son futur à titre de joueur est compromis.
En juin 2007, il est embauché par les Puerto Rico Islanders.
En janvier 2010, il est dit qu'il a quitté le club puerto-ricain pour se joindre à Shanghai East Asia, club de deuxième division chinoise.

## Carrière internationale
Noël fait ses débuts pour l'équipe d'Haïti de football en août 2006, lors d'un match amical contre l'équipe du Guatemala de football. Il a été membre de l'équipe à la phase finale de la Gold Cup 2007 et 2009.